# Niles Fitch
Niles Fitch (Atlanta, 12 luglio 2001) è un attore statunitense.

## Biografia
Fitch è nato ad Atlanta, figlio di Frederick e Nakata Fitch, attualmente vive a Los Angeles, in California, dove studia alla USC School of Cinematic Arts. Suo padre, Frederick, morì di lupus quando Niles aveva 12 anni. Da allora ha collaborato con l'associazione "Lupus LA" per sensibilizzare l'opinione pubblica sulla malattia.
Fitch era il cugino di Rayshard Brooks, un afroamericano di 27 anni ucciso a colpi di arma da fuoco dal dipartimento di polizia di Atlanta il 12 giugno 2020.

## Carriera
Fitch ha iniziato a lavorare nelle pubblicità durante l'infanzia e il suo primo lavoro è stato un spot per Parisian. Ha esordito sulle scene nel 2012 come sostituto per il ruolo di Simba da cucciolo nella tournée nordamericana del musical The Lion King. Due anni più tardi ha esordito nell'Off-Broadway in Our Lady of Kibeho.
Ha fatto il suo debutto in televisione recitando in una puntata di Tyler Perry's House of Payne, seguito da un ruolo ricorrente nella settima stagione di Army Wives - Conflitti del cuore. I suoi primi ruoli cinematografici sono stati nei film St. Vincent e End of Justice - Nessuno è innocente.
Fitch è stato scelto per interpretare una versione giovane di Randall Pearson nella serie della NBC This Is Us, ruolo che gli è valso uno Screen Actors Guild Award. È stato promosso al cast regolare dalla seconda stagione della serie.
Nel 2019 ha recitato nei film If Not Now, When? e Miss Virginia. Nel maggio 2019, è stato annunciato che Fitch avrebbe interpretato il principe Tuma nel film del 2020 La Società Segreta dei Principi Minori, prodotto da Disney+. Nell'agosto 2020 è stato annunciato che Fitch aveva iniziato le riprese di La vita dopo - The Fallout.

## Filmografia

### Cinema
- St. Vincent, regia di Theodore Melfi (2014)
- End of Justice - Nessuno è innocente (Roman J. Israel, Esq.), regia di Dan Gilroy (2017)
- Miss Virginia, regia di Erin O'Connor (2019)
- La Società Segreta dei Principi Minori (Secret Society of Second-Born Royals), regia di Anna Mastro (2020)
- La vita dopo - The Fallout (The Fallout), regia di Megan Park (2021)
- Un fantasma in casa (We Have a Ghost), regia di Christopher Landon (2023)

### Televisione
- Army Wives - Conflitti del cuore (Army Wives) – serie TV, 9 episodi (2013)
- Law & Order - Unità vittime speciali (Law & Order: Special Victims Unit) – serie TV, un episodio (2015)
- Unbreakable Kimmy Schmidt – serie TV, un episodio (2016)
- Best Friends Whenever – serie TV, un episodio (2016)
- Mistresses - Amanti (Mistresses) – serie TV, 4 episodi (2016)
- This Is Us – serie TV, 92 episodi (2016-2022)
- Drunk History – serie TV, un episodio (2019)
- Atypical – serie TV, 2 episodi (2019)
- Mixed-ish – serie TV, un episodio (2021)
- That '90s Show – serie TV, 3 episodi (2024)
- Per sempre (Forever) – serie TV, 7 episodi (2025)

## Riconoscimenti
- Young Artist Awards 2012
  - 2012 – Candidatura alla miglior performance in una serie TV - Guest star con il giovane attore di dieci anni e meno per Tyler Perry's House of Payne
  - 2012 – Candidatura alla miglior performance in un teatro dal vivo - Giovane attore per il tour de Il re leone
- Gold Derby Awards
  - 2018 – Candidatura al miglior Complesso dell'anno per This Is Us[8]
- Screen Actors Guild Awards
  - 2019 – Miglior cast in una serie drammatica per This Is Us[9]

## Doppiatori italiani
Nelle versioni in italiano delle opere in cui ha recitato, Niles Fitch è stato doppiato da:
- Tito Marteddu in This Is Us (st. 1-3), La vita dopo - The Fallout
- Alex Polidori in Unbreakable Kimmy Schmidt
- Flavio Dominici in This Is Us (st. 4-6)
- Ezzedine Ben Nekissa in Social Distance
- Riccardo Suarez in La Società Segreta dei Principi Minori
- Giampiero Zaino in Un fantasma in casa
- Giulio Bartolomei in Per sempre